# Brug van De Sauty

Brug van De Sauty

De brug van De Sauty is een meetinstrument, gebaseerd op de brug van Wheatstone, voor het bepalen van een onbekende capaciteit door middel van gekalibreerde weerstanden en een regelbare condensator.

## Werking
De brug is in evenwicht wanneer de nuldetector geen stroom voert. 
De capaciteit van de onbekende condensator kan berekend worden met:
{\displaystyle C_{x}=C_{a}\cdot {\frac {R_{2}}{R_{1}}}\,}
Graetz ·
H-brug ·
Hay ·
Maxwell ·
De Sauty ·
Schering ·
Thomson (Kelvin) ·
Wheatstone ·
Wien